# José Altafini
José João Altafini, noto in Brasile anche come Mazzola per la somiglianza con Valentino Mazzola (Piracicaba, 24 luglio 1938), è un ex calciatore brasiliano naturalizzato italiano, di ruolo attaccante.
Ha fatto parte sia della nazionale brasiliana, con cui si è laureato campione del mondo nel 1958 sia, dal 1961 al 1962, di quella italiana.
Al termine dell'attività agonistica è divenuto commentatore televisivo.

## Biografia
Nasce in una famiglia molto povera, da Gioacchino Altafini e Maria Marchesoni, discendenti da una famiglia italiana emigrata in Brasile. Un nonno di José giunse in Brasile nel 1870 da Giacciano con Baruchella, in provincia di Rovigo e una nonna emigrò da Caldonazzo, Trentino.
Già a nove anni si divide tra scuola e lavoro sino a conseguire un diploma di meccanico in un istituto professionale.
Alla fine degli anni 1960 Altafini è protagonista di una traversìa familiare che ha una vasta eco sulla stampa rosa. Infatti il giocatore, al tempo già sposato con una ragazza brasiliana, si era innamorato di Annamaria Galli, moglie del suo compagno di squadra Paolo Barison. La donna, madre dei tre figli dell'ala sinistra milanista, andò a vivere con Altafini lasciando il marito: fu grande il clamore generato da questa situazione, considerati anche i tempi in cui accadde, in un'Italia che ancora non prevedeva l'istituto del divorzio. Altafini e Galli convolarono poi a nozze nel 1973.

## Caratteristiche tecniche
Fu un centravanti di sfondamento, che, specialmente nella prima metà della sua carriera, partiva da lontano per penetrare le difese avversarie, con dribbling netti e di sostanza più che di forma. Abile nel gioco aereo e nei tiri in acrobazia, era dotato di un ottimo senso del gol. Nella seconda metà della carriera, a causa di una minor prestanza fisica dovuta all'avanzare dell'età, si adattò con successo ai ruoli di seconda punta e alcune volte anche di centrocampista, mostrando buone doti di palleggio e visione di gioco.

## Carriera

### Giocatore

#### Club

##### Gli inizi in Brasile
Dà i primi calci nel XV de Piracicaba, una squadra minore della sua città natale. Nella sede del club è affissa una foto del Grande Torino e, notando la somiglianza del ragazzo con il compianto Valentino Mazzola, gli si attribuisce il nome d'arte di Mazzola.
Nel luglio 1955 entra a far parte delle giovanili del Palmeiras di San Paolo, la squadra degli italo-brasiliani. Il 29 gennaio 1956 esordisce in prima squadra, entrando nel secondo tempo di un'amichevole contro il Catanduva e, con una doppietta, stabilisce il record (tuttora imbattuto) del più giovane marcatore della storia del club biancoverde (17 anni, 6 mesi e 5 giorni).
Con la maglia del Palmeiras gioca due campionati dello Stato di São Paulo (1956 e 1957), segnando 32 reti in 63 partite; 85 gol in 114 partite, conteggiando anche le partite amichevoli e semiufficiali, con una media di 0,74, che è tuttora la quinta di sempre nella storia del Palmeiras. Il 9 giugno 1957 sigla una cinquina in Palmeiras-Noroeste (5-0), altro primato (sia pure a pari merito). Il 6 marzo 1958, segnando due reti al Santos di Pelè, Pepe e Zito, è uno dei protagonisti della storica partita Santos-Palmeiras 7-6 nel Torneo Rio-San Paolo.

##### L'esperienza italiana

###### Milan

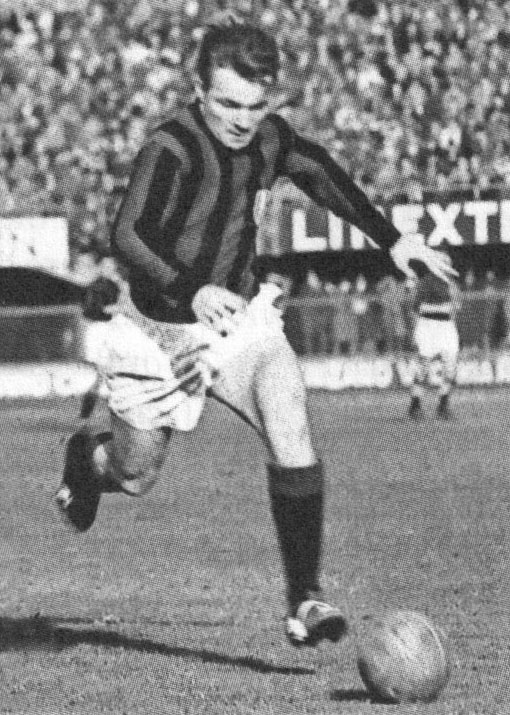
Altafini in azione al Milan

In vista dei Mondiali di Svezia, gioca e segna in alcune amichevoli di preparazione organizzate dalla nazionale brasiliana in Italia, contro Fiorentina e Inter; in quest'occasione è visionato dai dirigenti del Milan, che lo acquistano per 135 milioni di lire dell'epoca. Approdato ai rossoneri ad appena vent'anni, conferma anche in Serie A le sue doti di cannoniere. Nella sua prima stagione segna 28 reti in 32 partite di campionato, risultando fondamentale per la conquista dello scudetto, cui si aggiunsero 4 gol in Coppa Italia. Al secondo anno segna 26 gol in 39 partite. Il 27 marzo 1960, segnò una quaterna in un derby di Milano che si conclude 5-3 a favore dei rossoneri – record tuttora imbattuto nella stracittadina meneghina –; il 12 novembre 1961 riserva lo stesso trattamento sottorete alla Juventus. Nel campionato 1961-1962, vinse la classifica dei marcatori a pari merito con Aurelio Milani e conquistò con il Milan il suo secondo scudetto.
La stagione 1962-63 fu la migliore per l'asso brasiliano, in quanto segnata dalla vittoria della Coppa dei Campioni, la prima nella storia dei rossoneri nonché per un club italiano, che ruppe l'egemonia iberica nell'albo d'oro della manifestazione. Altafini realizzò in quell'edizione di Coppa dei Campioni ben 14 reti – un primato che resisterà fino all'edizione 2013-2014, quando verrà superato da Cristiano Ronaldo autore di 17 gol –; inoltre, nella partita con l'Union Luxembourg vinta per 8-0, siglò cinque reti stabilendo un altro record che tuttora divide con otto atleti. Fu infine una sua doppietta a decretare il Milan campione d'Europa, superando in rimonta i portoghesi del Benfica e vincendo per 2-1 la finale al Wembley Stadium di Londra. Alla successiva stagione milanista contribuì con 19 reti in 38 partite e dovette arrendersi ai compatrioti del Santos nella controversa finale della Coppa Intercontinentale, cui segnò una rete nella partita di ritorno al Maracanã.
Nella stagione 1964-65 avvenne la rottura con il club rossonero. Il presidente milanista Felice Riva, colto dalle prime difficoltà finanziarie che porteranno poi le sue società al fallimento, continuò a rinviare il rinnovo del contratto di Altafini, il quale, senza un accordo firmato, si rifiutò inizialmente di giocare. Si trasferì dunque in Brasile, dove si allenò per alcuni mesi con il Palmeiras. Colto però dalla nostalgia per Milano, aiutato dall'ammorbidimento delle posizioni di Riva e nonostante il veto posto da Giuseppe Viani, Altafini fece il suo rientro in Italia e nella rosa rossonera nel febbraio 1965. Il suo ritorno in campo coincide però con una sconfitta interna contro il Lanerossi Vicenza; questa fu la prima di una serie negativa di risultati che portò il Milan a farsi rimontare dall'Inter un vantaggio di sette punti e a perdere la corsa finale per il titolo, vinto dai concittadini. Al termine della stagione venne messo sul mercato e ceduto infine al Napoli.
Con il Milan giocò complessivamente 246 parite segnando 161 gol: questi ultimi lo rendono il quarto miglior marcatore assoluto della storia del club rossonero.

###### Napoli

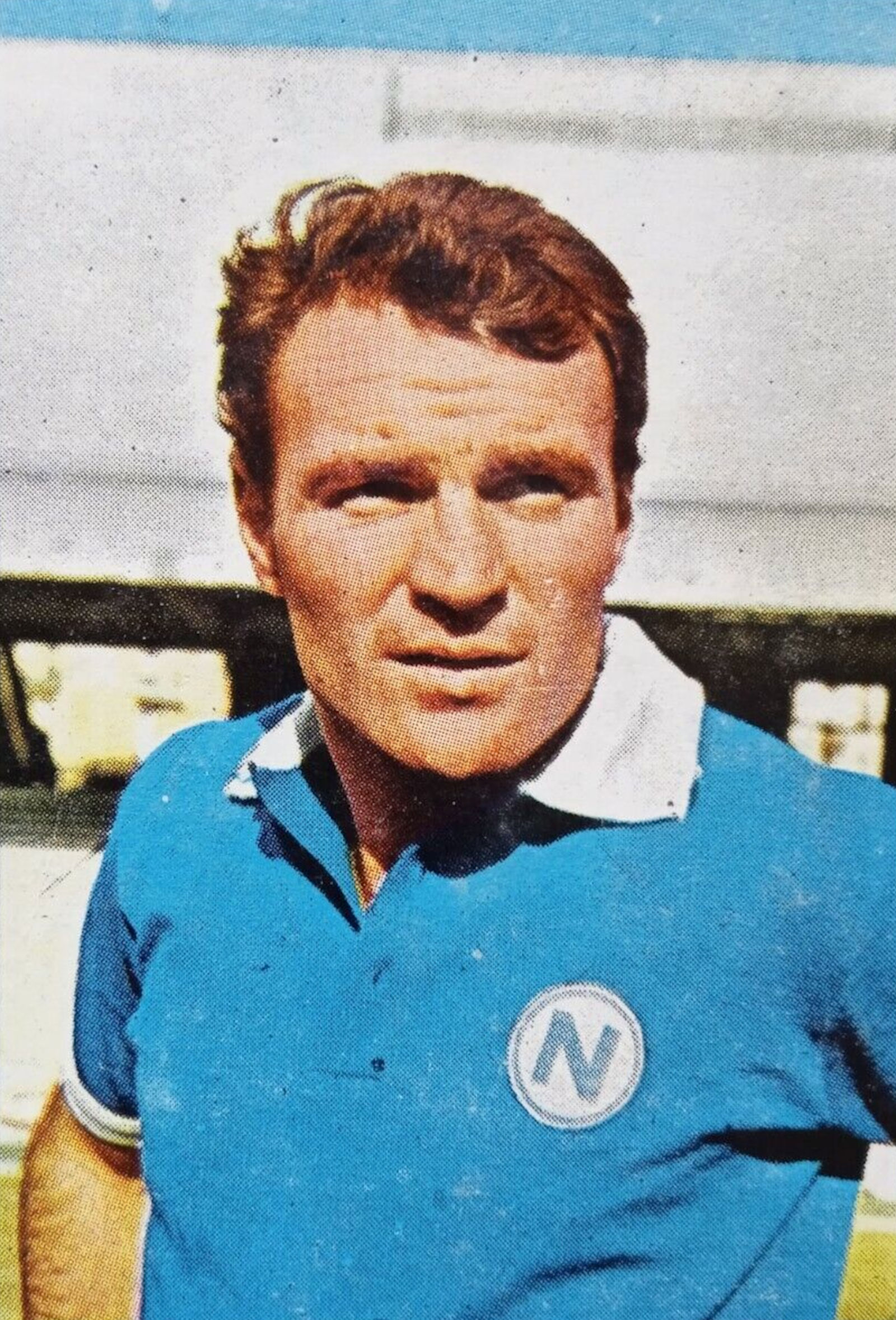
Altafini al Napoli nel 1965

Con i partenopei rimane per sette anni, formando fino al 1968 un "duo delle meraviglie" con il fantasista italo-argentino Omar Sívori. Il 31 dicembre 1967, in Napoli-Torino 2-2, realizza, in rovesciata acrobatica, un golaço che manda in visibilio la tifoseria. Nell'annata 1967-1968 contribuisce inoltre con le sue reti al secondo posto finale in classifica della squadra partenopea, al tempo il miglior piazzamento degli azzurri nel campionato italiano.

###### Juventus
Nell'estate 1972, trentaquattrenne, approda alla Juventus insieme al compagno di squadra Dino Zoff. Nonostante la non più giovane età (rapportata alle carriere agonistiche del tempo), e pur partendo dietro ai titolari Pietro Anastasi e Roberto Bettega nelle gerarchie dell'attacco bianconero, a Torino vince da protagonista due scudetti, nelle stagioni 1972-1973 e 1974-1975, risultando spesso risolutivo subentrando dalla panchina: proprio tale situazione farà nascere nel calcio italiano il neologismo «alla Altafini», formula da allora usata per indicare l'impiego di calciatori ormai a fine carriera ma ancora decisivi in brevi spezzoni di partita. Contribuisce inoltre al raggiungimento della finale della Coppa dei Campioni 1972-1973, la prima nella storia della squadra juventina, segnando nell'arco della manifestazione un gol nei quarti ai magiari dell'Újpesti Dózsa, e una doppietta in semifinale agli inglesi del Derby County.

Altafini (a sinistra) e Dino Zoff alla Juventus nel 1972

Della sua militanza in maglia bianconera si ricorda, in particolare, la rete segnata in Juventus-Napoli del campionato 1974-1975, con la classifica che vedeva i padroni di casa in testa davanti ai campani, secondi a due lunghezze: entrato in campo come consuetudine a pochi minuti dalla fine, Altafini realizza all'88' il gol del 2-1, che consente alla Juventus di staccare i rivali e vincere lo scudetto. Pochi giorni dopo la partita, su di un cancello di accesso dello stadio San Paolo di Napoli appare la scritta «José core 'ngrato», ricordando i trascorsi azzurri dell'attaccante.
Complessivamente nella sua carriera italiana ha segnato 216 reti in 459 gare di Serie A, quarto assoluto per realizzazioni (dopo Piola, Totti e Nordahl, e a pari merito con Meazza); è inoltre al secondo posto, dopo Javier Zanetti, per presenze in massima categoria, tra i calciatori non nati in Italia.

##### Ultimi anni
Chiusa la lunga parentesi italiana, si trasferisce in Canada per giocare nel Toronto Italia, club della National Soccer League. Con la squadra torontoniana vince la regular season del campionato 1976 ma perde la finale play-off contro il First Portuguese; sempre nello stesso anno partecipa coi canadesi alla CONCACAF Champions' Cup, dove la squadra supera i primi due round del girone nordamericano prima di ritirarsi dal torneo.
Tornato in Europa, si accasa agli svizzeri del Chiasso, nel campionato svizzero di seconda divisione; anche grazie alle sue reti, la squadra consegue la promozione in Super League. Gioca poi un altro anno nella prima divisione elvetica con i chiassesi, prima di chiudere la carriera nel 1980, all'età di 42 anni e dopo un quarto di secolo di calcio professionistico, nel Mendrisiostar, squadra svizzera di seconda divisione.

#### Nazionale

##### Brasile

Altafini nel 1958 con la maglia del Brasile

Il 16 giugno 1957, a 18 anni e 327 giorni, esordisce nel Brasile andando in gol contro il Portogallo. Il 7 e il 10 luglio successivi contribuisce alla vittoria della sua nazionale nella Copa Roca, insieme all'esordiente Pelé, segnando ancora una rete.
È quindi convocato per il campionato del mondo 1958 in Svezia, dov'è il più giovane dei brasiliani dopo Pelé. Qui è schierato nella prima partita contro l'Austria a cui segna una doppietta. Tre giorni dopo gioca ancora contro l'Inghilterra (0-0), ma si infortuna e viene lasciato a riposo per la partita successiva. Rientra nei quarti di finale contro il Galles, nella vittoriosa partita decisa da un gol di Pelé, ma per semifinale e finale gli viene preferito Vavá, sicché assiste dalla tribuna al trionfo dei suoi compagni, i quali conquistano la prima Coppa Rimet della Seleção.
Trasferendosi in Italia subito dopo i Mondiali 1958, non poté più indossare la maglia verdeoro poiché, per le regole dell'epoca, venivano schierati in nazionale esclusivamente i giocatori che militavano nei campionati brasiliani.

##### Italia
Una volta riconosciuto cittadino italiano, in quanto oriundo, Altafini può indossare la maglia azzurra dell'Italia. In 6 gare complessivamente disputate realizza 5 reti, esordendo con gol il 15 ottobre 1961 contro Israele e partecipando poi al campionato del mondo 1962 in Cile. Qui è in campo il giorno della sfortunata partita Cile-Italia.

Altafini con la maglia dell'Italia, in azione da oriundo nel 1962 durante un'amichevole contro la Francia

La responsabilità dell'eliminazione della squadra azzurra viene indistintamente imputata agli oriundi, sicché l'italo-brasiliano Altafini (cui l'esito negativo della spedizione tricolore fa acquisire anche la reputazione di calciatore poco incline agli scontri fisici con i difensori avversari), pur non avendo ancora compiuto ventiquattro anni, non sarà più convocato.

### Dopo il ritiro
(José Altafini durante le telecronache)
A partire dagli anni 80, Altafini lavora come commentatore televisivo e analista per emittenti quali TMC, TELE+, Sky Sport, Rai Sport e Gazzetta TV. Nel 1981, insieme a Luigi Colombo, lancia per la prima volta in Italia la telecronaca a due voci in occasione della finale di Football League Cup Liverpool-West Ham Utd. Dal 2001 al 2006, con Fabio Santini, conduce il programma Mai visto alla radio sull'emittente radiofonica RTL 102.5 e poi, per altri due anni, la trasmissione Cuore e batticuore in coppia con Valeria Benatti.
Ha prestato la sua voce, insieme a quella di Pierluigi Pardo, per le telecronache dei videogiochi PES 2009, PES 2010 e PES 2011. Nel 2009, in collaborazione sempre con Pierluigi Pardo, ha pubblicato il libro Incredibile amici! — il cui titolo è un riferimento a un suo tormentone ricorrente durante le telecronache.
Nel 2011 ha partecipato al doppiaggio della versione italiana del film di animazione Rio in cui interpreta la voce del bulldog Luiz, doppiato anche nel sequel Rio 2 - Missione Amazzonia, quest'ultima interpretazione gli ha valso il premio "Leggio d'oro come voce rivelazione cartoon". Nel film Pelè del 2016 compare anche la figura di Altafini, interpretato dall'attore messicano Diego Boneta.

## Statistiche

### Presenze e reti nei club italiani
| Stagione        | Squadra         | Campionato      | Campionato | Campionato | Coppe nazionali | Coppe nazionali | Coppe nazionali | Coppe continentali | Coppe continentali | Coppe continentali | Altre coppe | Altre coppe | Altre coppe | Totale | Totale |
| Stagione        | Squadra         | Comp            | Pres       | Reti       | Comp            | Pres            | Reti            | Comp               | Pres               | Reti               | Comp        | Pres        | Reti        | Pres   | Reti   |
| --------------- | --------------- | --------------- | ---------- | ---------- | --------------- | --------------- | --------------- | ------------------ | ------------------ | ------------------ | ----------- | ----------- | ----------- | ------ | ------ |
| 1958-1959       | Milan           | A               | 32         | 28         | CI              | 4               | 4               | -                  | -                  | -                  | CA          | 2           | 2           | 38     | 34     |
| 1959-1960       | Milan           | A               | 33         | 20         | CI              | 0               | 0               | CC                 | 4                  | 2                  | CA          | 2           | 4           | 39     | 26     |
| 1960-1961       | Milan           | A               | 34         | 22         | CI              | 2               | 4               | -                  | -                  | -                  | CA          | 2           | 0           | 38     | 26     |
| 1961-1962       | Milan           | A               | 33         | 22         | CI              | 0               | 0               | CdF                | 2                  | 0                  | CA          | 0           | 0           | 35     | 22     |
| 1962-1963       | Milan           | A               | 31         | 11         | CI              | 2               | 1               | CC                 | 9                  | 14                 | CA          | 4           | 5           | 46     | 31     |
| 1963-1964       | Milan           | A               | 30         | 14         | CI              | 1               | 0               | CC                 | 4                  | 4                  | CInt        | 3           | 1           | 38     | 19     |
| 1964-1965       | Milan           | A               | 12         | 3          | CI              | 0               | 0               | CdF                | 0                  | 0                  | -           | -           | -           | 12     | 3      |
| Totale Milan    | Totale Milan    | Totale Milan    | 205        | 120        |                 | 9               | 9               |                    | 19                 | 20                 |             | 13          | 12          | 246    | 161    |
| 1965-1966       | Napoli          | A               | 34         | 14         | CI              | 2               | 1               | CM                 | 1                  | 1                  | CdA         | 4           | 6           | 41     | 22     |
| 1966-1967       | Napoli          | A               | 27         | 16         | CI              | 1               | 1               | CdF                | 5                  | 1                  | -           | -           | -           | 33     | 18     |
| 1967-1968       | Napoli          | A               | 29         | 13         | CI              | 2               | 1               | CdF                | 3                  | 3                  | -           | -           | -           | 34     | 17     |
| 1968-1969       | Napoli          | A               | 21         | 5          | CI              | 4               | 2               | CdF                | 3                  | 1                  | CdA         | 0           | 0           | 28     | 8      |
| 1969-1970       | Napoli          | A               | 15         | 8          | CI              | 3               | 0               | CdF                | 3                  | 0                  | CAI         | 5           | 3           | 26     | 11     |
| 1970-1971       | Napoli          | A               | 25         | 7          | CI              | 11              | 4               | -                  | -                  | -                  | -           | -           | -           | 36     | 11     |
| 1971-1972       | Napoli          | A               | 29         | 8          | CI              | 5               | 2               | CU                 | 2                  | 0                  | -           | -           | -           | 36     | 10     |
| Totale Napoli   | Totale Napoli   | Totale Napoli   | 180        | 71         |                 | 28              | 11              |                    | 17                 | 6                  |             | 9           | 9           | 234    | 97     |
| 1972-1973       | Juventus        | A               | 23         | 9          | CI              | 6               | 0               | CC                 | 6                  | 3                  | -           | -           | -           | 35     | 12     |
| 1973-1974       | Juventus        | A               | 21         | 7          | CI              | 8               | 2               | CC                 | 2                  | 1                  | CInt        | 1           | 0           | 32     | 10     |
| 1974-1975       | Juventus        | A               | 20         | 8          | CI              | 6               | 0               | CU                 | 9                  | 5                  | -           | -           | -           | 35     | 13     |
| 1975-1976       | Juventus        | A               | 10         | 1          | CI              | 4               | 1               | CC                 | 3                  | 0                  | -           | -           | -           | 17     | 2      |
| Totale Juventus | Totale Juventus | Totale Juventus | 74         | 25         |                 | 24              | 3               |                    | 20                 | 9                  |             | 1           | 0           | 119    | 37     |
| Totale carriera | Totale carriera | Totale carriera | 459        | 216        |                 | 61              | 23              |                    | 55                 | 34                 |             | 24          | 22          | 599    | 295    |

### Cronologia presenze e reti in nazionale
| Cronologia completa delle presenze e delle reti in nazionale ― Brasile | Cronologia completa delle presenze e delle reti in nazionale ― Brasile | Cronologia completa delle presenze e delle reti in nazionale ― Brasile | Cronologia completa delle presenze e delle reti in nazionale ― Brasile | Cronologia completa delle presenze e delle reti in nazionale ― Brasile | Cronologia completa delle presenze e delle reti in nazionale ― Brasile | Cronologia completa delle presenze e delle reti in nazionale ― Brasile | Cronologia completa delle presenze e delle reti in nazionale ― Brasile |
| Data                                                                   | Città                                                                  | In casa                                                                | Risultato                                                              | Ospiti                                                                 | Competizione                                                           | Reti                                                                   | Note                                                                   |
| ---------------------------------------------------------------------- | ---------------------------------------------------------------------- | ---------------------------------------------------------------------- | ---------------------------------------------------------------------- | ---------------------------------------------------------------------- | ---------------------------------------------------------------------- | ---------------------------------------------------------------------- | ---------------------------------------------------------------------- |
| 16-6-1957                                                              | San Paolo                                                              | Brasile                                                                | 3 – 0                                                                  | Portogallo                                                             | Amichevole                                                             | 1                                                                      |                                                                        |
| 7-7-1957                                                               | Rio de Janeiro                                                         | Brasile                                                                | 1 – 2                                                                  | Argentina                                                              | Copa Roca                                                              | -                                                                      |                                                                        |
| 10-7-1957                                                              | San Paolo                                                              | Brasile                                                                | 2 – 0                                                                  | Argentina                                                              | Copa Roca                                                              | 1                                                                      |                                                                        |
| 14-5-1958                                                              | Rio de Janeiro                                                         | Brasile                                                                | 4 – 0                                                                  | Bulgaria                                                               | Amichevole                                                             | -                                                                      |                                                                        |
| 18-5-1958                                                              | San Paolo                                                              | Brasile                                                                | 3 – 1                                                                  | Bulgaria                                                               | Amichevole                                                             | -                                                                      |                                                                        |
| 8-6-1958                                                               | Uddevalla                                                              | Brasile                                                                | 3 – 0                                                                  | Austria                                                                | Mondiali 1958 - 1º turno                                               | 2                                                                      |                                                                        |
| 11-6-1958                                                              | Göteborg                                                               | Brasile                                                                | 0 – 0                                                                  | Inghilterra                                                            | Mondiali 1958 - 1º turno                                               | -                                                                      |                                                                        |
| 19-6-1958                                                              | Göteborg                                                               | Brasile                                                                | 1 – 0                                                                  | Galles                                                                 | Mondiali 1958 - Quarti di finale                                       | -                                                                      |                                                                        |
| Totale                                                                 |                                                                        | Presenze                                                               | 8                                                                      |                                                                        | Reti                                                                   | 4                                                                      |                                                                        |

| Cronologia completa delle presenze e delle reti in nazionale ― Italia | Cronologia completa delle presenze e delle reti in nazionale ― Italia | Cronologia completa delle presenze e delle reti in nazionale ― Italia | Cronologia completa delle presenze e delle reti in nazionale ― Italia | Cronologia completa delle presenze e delle reti in nazionale ― Italia | Cronologia completa delle presenze e delle reti in nazionale ― Italia | Cronologia completa delle presenze e delle reti in nazionale ― Italia | Cronologia completa delle presenze e delle reti in nazionale ― Italia |
| Data                                                                  | Città                                                                 | In casa                                                               | Risultato                                                             | Ospiti                                                                | Competizione                                                          | Reti                                                                  | Note                                                                  |
| --------------------------------------------------------------------- | --------------------------------------------------------------------- | --------------------------------------------------------------------- | --------------------------------------------------------------------- | --------------------------------------------------------------------- | --------------------------------------------------------------------- | --------------------------------------------------------------------- | --------------------------------------------------------------------- |
| 15-10-1961                                                            | Tel Aviv                                                              | Israele                                                               | 2 – 4                                                                 | Italia                                                                | Qual. Mondiali 1962                                                   | 1                                                                     |                                                                       |
| 4-11-1961                                                             | Torino                                                                | Italia                                                                | 6 – 0                                                                 | Israele                                                               | Qual. Mondiali 1962                                                   | -                                                                     |                                                                       |
| 5-5-1962                                                              | Roma                                                                  | Italia                                                                | 2 – 1                                                                 | Francia                                                               | Amichevole                                                            | 2                                                                     |                                                                       |
| 13-5-1962                                                             | Bruxelles                                                             | Belgio                                                                | 1 – 3                                                                 | Italia                                                                | Amichevole                                                            | 2                                                                     |                                                                       |
| 31-5-1962                                                             | Santiago del Cile                                                     | Italia                                                                | 0 – 0                                                                 | Germania Ovest                                                        | Mondiali 1962 - 1º turno                                              | -                                                                     |                                                                       |
| 2-6-1962                                                              | Santiago del Cile                                                     | Cile                                                                  | 2 – 0                                                                 | Italia                                                                | Mondiali 1962 - 1º turno                                              | -                                                                     |                                                                       |
| Totale                                                                |                                                                       | Presenze                                                              | 6                                                                     |                                                                       | Reti                                                                  | 5                                                                     |                                                                       |

## Palmarès

### Club

#### Competizioni nazionali
- Campionato italiano: 4

Milan: 1958-1959, 1961-1962
Juventus: 1972-1973, 1974-1975

#### Competizioni internazionali
- Coppa dei Campioni: 1

Milan: 1962-1963
- Coppa delle Alpi: 1

Napoli: 1966

### Nazionale
- Coppa Roca: 1

Brasile: 1957
- Campionato mondiale: 1

Brasile: Svezia 1958

### Individuale
- Capocannoniere della Coppa Italia: 1

Coppa Italia 1960-1961 (4 gol)
- Capocannoniere della Serie A

1961-1962 (22 gol)
- Capocannoniere della Coppa dei Campioni

1962-1963 (14 gol)
- Inserito tra le "Leggende del calcio" del Golden Foot

2019

## Opere

### In italiano
- Incredibile amici! Il mio manuale del calcio, con Pierluigi Pardo, Milano, Rizzoli, 2009, ISBN 978-88-17-03537-8.
- Futebol e alegria. Personaggi, fatti, aneddoti del mio calcio, Milano, Libreria dello sport, 2009
- Come fare gol, Milano, Sperling & Kupfer, 1987
- Come si gioca al calcio, Milano, De Vecchi editore, 1966

## Discografia

### Singoli
- 1967 - La rosa/Dipingere (Ariston Records, AR/0239)
- 1975 - Juventus mia senhora (Sides, 500 3005) split con l'orchestra di Romano Farinatti

### Compilation
- 1998 - Arriva la bomba (Irma Records, IRMA 489686) con il brano La rosa
- 1999 - Irma Cocktail Lounge Vol. 1 (Irma Records, IRMA 494501-1) con il brano La rosa (pubblicato anche in Giappone)